# Human Capital Management
Human Capital Management (HCM), Human Resources Management System (HRMS), lub Human Resources Information System (HRIS) to systemy, których głównym zadaniem jest zarządzanie działaniami HR w przedsiębiorstwie. Oprogramowanie tego typu wykorzystywane jest przez firmy w celu gromadzenia, przetrzymywania i wykorzystywania informacji o pracownikach oraz efektach ich pracy. Do ich najważniejszych zadań należy: zarządzanie procesami finansowymi i wypłatami, rekrutacją, czasem pracy. 
System zarządzania zasobami ludzkimi ułatwia codzienne procesy kadrowe. Traktuje zasoby ludzkie jako dyscyplinę, a w szczególności podstawowe czynności i procesy HR z dziedziną informatyki, podczas gdy programowanie systemów przetwarzania danych ewoluowało w wystandaryzowane procedury i pakiety oprogramowania do planowania zasobów przedsiębiorstwa. Ogólnie rzecz biorąc, systemy planowania zasobów przedsiębiorstwa wywodzą się z oprogramowania, które integruje informacje z różnych aplikacji w jedną uniwersalną bazę danych. Połączenie jego modułów finansowych i zasobów ludzkich za pomocą jednej bazy danych jest najważniejszym wyróżnieniem w stosunku do indywidualnie i własnoręcznie opracowanych poprzedników, co czyni tę aplikację zarówno sztywną, jak i elastyczną.
Systemy HCM umożliwiają pozyskiwanie, przechowywanie, analizowanie i rozpowszechnianie informacji wśród różnych interesariuszy. HRIS umożliwiają doskonalenie tradycyjnych procesów i usprawniają podejmowanie strategicznych decyzji. Fala postępu technologicznego zrewolucjonizowała dziś każdą dziedzinę życia, w tym HR. Wczesne systemy miały wąski zakres, zwykle skupiały się na jednym zadaniu, takim jak usprawnienie procesu płacowego lub śledzenie godzin pracy pracowników. Dzisiejsze systemy obejmują pełne spektrum zadań związanych z działami kadr, w tym śledzenie i poprawę wydajności procesów.
Systemy HCM są także nazywane narzędziem do zarządzania doświadczeniem pracownika (employee experience), ponieważ są one skoncentrowane na pracowniku.

## Historia
Automatyzacja procesu wypłat wynagrodzeń rozpoczęła się w latach 70. XX wieku. W 1979 roku powstał SAP R/2, pierwszy system ERP (enterprise resource planning). System ten dawał użytkownikom możliwość łączenia danych korporacyjnych w rzeczywistym czas i regulować procesy z jednego środowiska mainframe. Wiele popularnych obecnie systemów HR nadal oferuje znaczną funkcjonalność ERP i płac.
W 1987 roku powstał pierwszy system HCM – PeopleSoft. Był to pierwszy całkowicie skoncentrowanym na HR system klient-serwer dla rynku korporacyjnego. PeopleSoft został w 2005 roku sprzedany firmie Oracle. Na początku lat 90. XX wieku firmy oferujące systemy HR zaczęły oferować usługę hostingu w chmurze, aby uczynić ją bardziej dostępną dla mniejszych firm. Zamiast korzystać z konta na serwerze lokalnym, firmy zaczęły używać kont opartych na serwerach zdalnych.
Dzięki rozwojowi systemów, pracownicy odpowiedzialni za HR mogli skupić się na działaniach rekrutacyjnych.
Obecnie systemy HCM są wciąż rozwijane, również w kategoriach otwartego kodu źródłowego. Aktualnie jedynym darmowym systemem HCM opartym na Open Source jest MintHCM powstały w 2018 roku, na podstawie kodu oprogramowania SugarCRM i SuiteCRM.

## Funkcje
Większość systemów HCM posiada zbliżone funkcje, takie jak:
- Rekrutacja
- Zatrudnienie pracownika
- Onboarding & Offboarding
- Administracja
- Zarządzanie wynagrodzeniami
- Kalendarz
- Plan dnia
- Zarządzanie benefitami pracowniczymi
- Zarządzanie urlopami
- Powiadomienia o nieobecnościach